# Silvio Crisari
Silvio Crisari (Roma, 24 dicembre 1972) è un allenatore di calcio a 5 italiano, attuale Commissario Tecnico della nazionale Cinese di Futsal e formatore del settore giovanile della Chinese Football Association.

## Biografia

### Studi
Si laurea in Business Economy nel 2016, concludendo i suoi studi con la laurea magistrale in Sport and Business Management. Ottiene la massima licenza di futsal nel 2007 a Coverciano dove nel 2019 consegue anche il patentino di allenatore professionista UEFA A di calcio.

### Carriera
Oltre ad aver conseguito le massime licenze per il futsal, è anche allenatore professionista UEFA di calcio. Comincia la carriera da allenatore all'età di 28 anni, nel 2001, allenando una squadra femminile provinciale romana.
La sua carriera prosegue in numerose tappe: Divino Amore (2002-2004), Ostia Stella Azzurra (2004-2005), Circolo Canottieri Aniene (2005-2011), e in seguito guida per sette anni la rappresentativa regionale del Lazio, con una breve parentesi di un anno dal 2014 al 2015 dov'è responsabile di due categorie di età della scuola calcio della Roma.
Vince il suo primo campionato alla prima stagione sulla panchina del Divino Amore femminile. Conquista i play off l'anno seguente con l'under 21 dell'Ostia Stella Azzurra. Successivamente conquista la promozione sulla panchina del Circolo Canottieri Aniene vincendo anche il titolo come migliore allenatore regionale e conquista due scudetti nazionali consecutivi alla guida della rappresentativa allievi della regione Lazio, nel 2017  e nel 2018 .
Il 13 dicembre del 2017 pubblica un libro: Il rettangolo dei sogni, con la prefazione di Giovanni Malagò, dove l’autore racconta le sue esperienze nel rettangolo di calcio con delle storie viste dagli occhi dei bambini.
Dal 2018 guida la nazionale Norvegese e nel 2019 conquista il secondo posto alla Nordic Cup e pochi mesi dopo vince il girone di qualifica per il main round dell'Europeo Olanda 2022 dopo aver battuto il Galles 7-3 e la Macedonia, squadra di casa, 2-1.
Nel dicembre del 2021 vince per la prima volta nella storia della Nazionale Norvegese la Nordic Cup, in casa della Svezia.
Dal 2024 è il Commissario Tecnico della nazionale di futsal della Cina.